# Omero Tognon
Omero Tognon   (Pàdua, 3 de març de 1924 - Pordenone, 23 d'agost de 1990) fou un futbolista italià de la dècada de 1950.
Fou 8 cops internacional amb la selecció de futbol d'Itàlia amb la qual participa als Mundials de 1950 i 1954.
Pel que fa a clubs, destacà a AC Milan.